# 規範語素
規範語素（英語：Bound morpheme）又称不自由语素、黏着語素，在語言學中，指不能獨立存在，必須附屬於其他詞素或词根的語素。與此相對的是自由語素。以英語為例，大多數詞綴都是規範語素。如動詞現在分詞式的後綴「-ing」、動詞過去分詞式的後綴「-ed」、名詞施事格後綴「-er」、表示預先的述時性前綴「pre-」等等，都是規範語素。另部份詞綴如「mega-」、「hyper-」等則為自由語素。個別詞素如表示之後的述時性前綴「post-」，雖然看似能夠獨立存在，但由於單詞「post」在語義和語源上都與前綴「post-」無關，兩者除拼法相同外，並無實質關係，故「post-」是規範語素。